# Teišebai URU
Teišebai URU, auch Teišebai ardi („Stadt des Wettergottes“), Teischebai, Teischebani, war die urartäische Hauptstadt der transkaukasischen Provinz. Der Ort gehört heute zu Armenien.
Die Ruinen der Stadt liegen in einem südwestlichen Vorort von Jerewan auf dem Hügel Karmir Blur („Roter Hügel“) am Ufer des Hrasdan (urart. Ildarunia) nahe der Ausfallstraße nach Etschmiadsin.

## Ausgrabungen
1927 begannen erste Erforschungen in der Gegend um den Hügel. Zwei Jahre später wurde das Gelände zur geschlossenen „Archäologische Zone“ erklärt. Schulkinder fanden 1936 ein beschriftetes Steinfragment und 1939 begannen systematische Ausgrabungen auf dem Hügel, die fast ohne Unterbrechungen bis 1971 fortgeführt wurden. An den Ausgrabungen waren die Sowjetische Akademie der Wissenschaften unter der Leitung von S.V. Ter-Avetisyan, dem Komitee zur Erhaltung der armenischen historischen Monumente unter der Leitung von K. G. Kafadaryan und der Eremitage unter der Leitung von Boris B. Piotrovsky. Die nächsten Ausgrabungen fanden in der Nekropolis zwischen 2013 und 2016 im Rahmen einer Rettungsgrabung statt. 2019 begannen neue Ausgrabungen in Kooperation der Universität Innsbruck unter der Leitung von assoz.Prof. Dr. Sandra Heinsch und Dr. Walter Kuntner mit Direktor Dr. Miqael Badalyan und Dr. Vahe Sargsyan vom Erebuni Historical & Archaeological Museum-Reserve die Grabungsarbeiten in Karmir Blur wieder aufgenommen.

## Besiedlungsgeschichte
Teišebai URU wurde von König Rusa II. zu Beginn seiner Regierung (ca. 680 v. Chr.) erbaut. Erebuni (Arin-berd) die alte Hauptstadt der Provinz 'Aza – so der urartäische Name dieser Region – wurde verlassen und der Schatz der Stadt nach Teišebai gebracht. Die Stadt war gleichzeitig Festung. Die Stadt ist nach dem Wettergott Teišeba benannt. Gleichzeitig wurde auch ein Tempel des Reichsgottes Ḫaldi errichtet.
Der Bau der Gebäude dauerte bis zu Zeit des Königs Rusa III. an. Die Gesamtfläche der Stadt betrug 0,44 km2. Sowjetische Ausgrabungen unter Leitung von Boris Borissowitsch Piotrowski in der Zitadelle förderten Holzstühle mit Bronze-Beschlägen, eine Statue des Teišeba und viele Gold- und Silbergegenstände zu Tage. Es wurden auch Rüstungen, Helme und Schilde, Elfenbeinobjekte, Steinsiegel und Keramikgefäße gefunden. Die Zitadelle wurde wahrscheinlich Anfang des 6. Jh. v. Chr. zerstört.
Ein weiterer Ort mit dem Namen Teišebai URU, der durch Rusa I. gegründet wurde, befand sich am Sevansee und ist mit der Festung Odzaberd identifiziert worden.

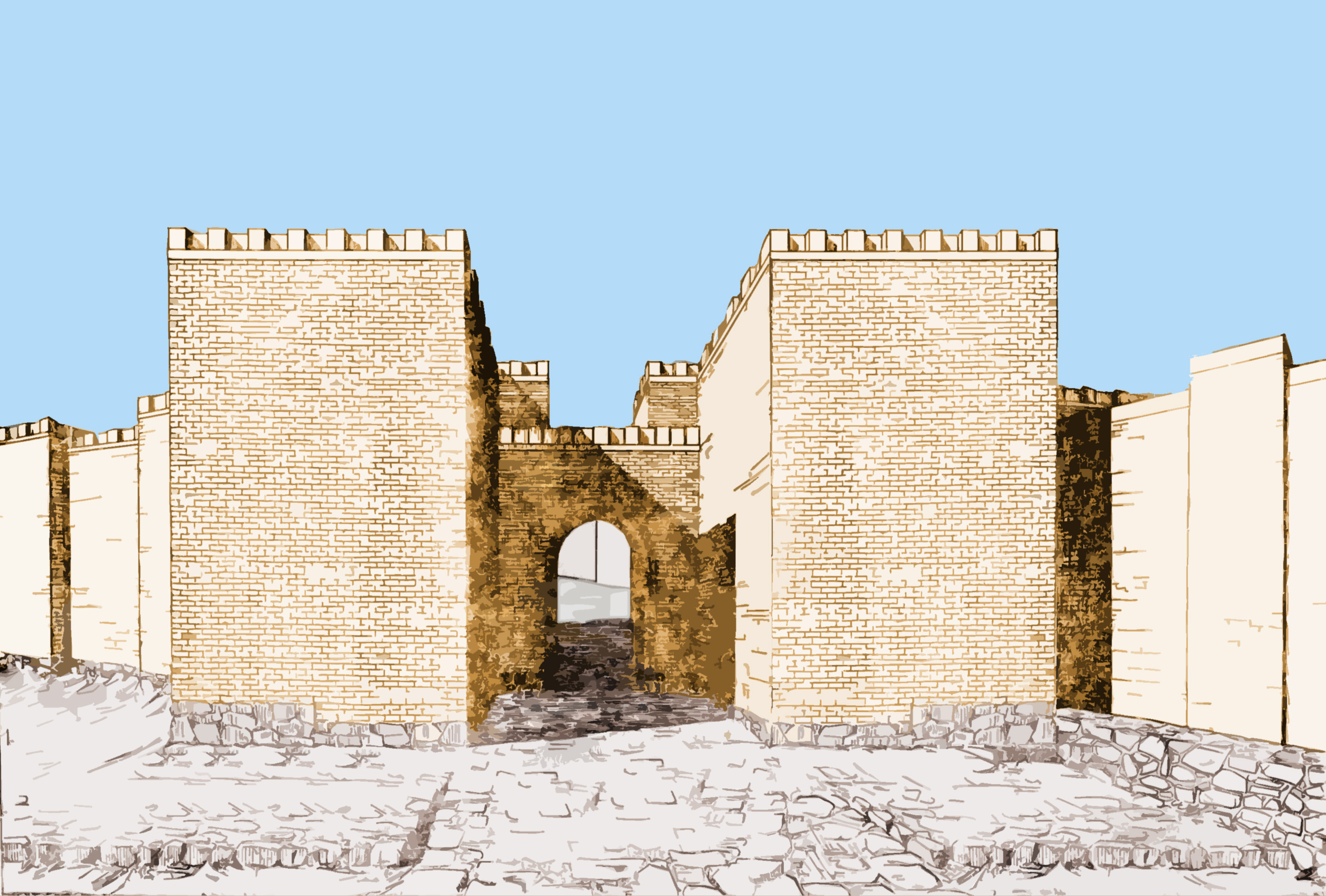
Der rekonstruierte Eingang zur Festung
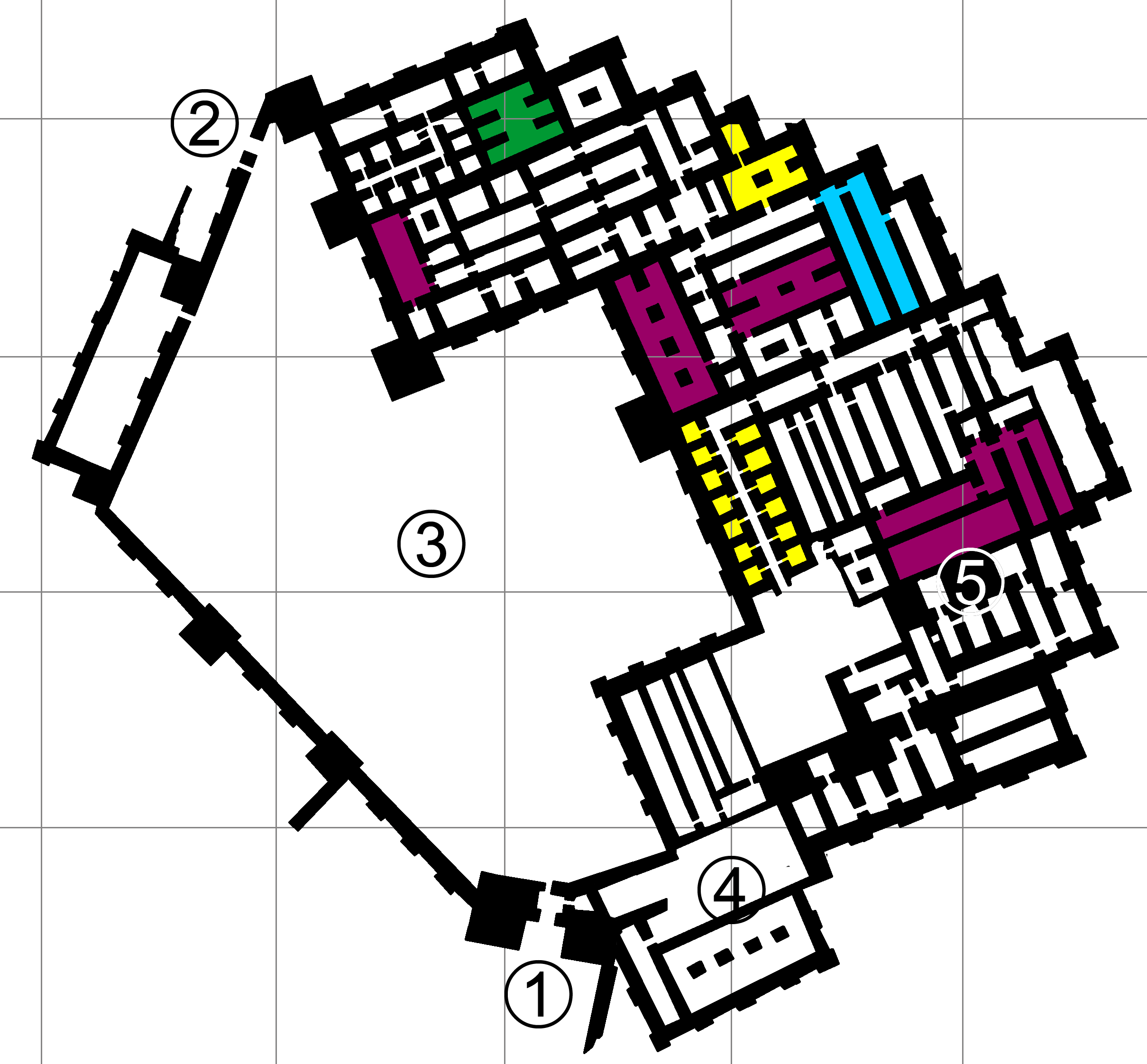
Grundriss von Teišebai
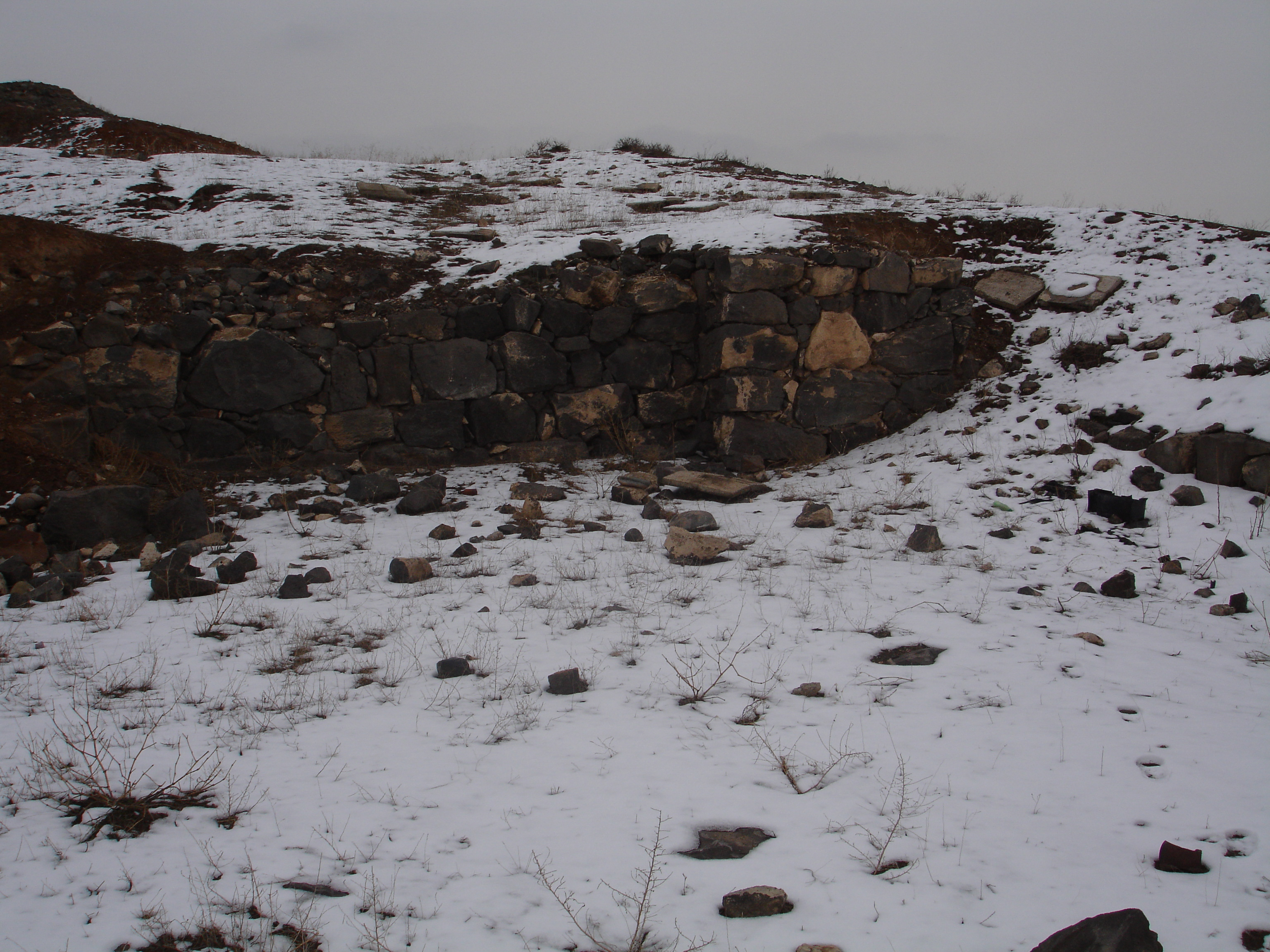
Überreste einer Mauer am Karmir Blur